# Coupe de Belgique de football 1972-1973
Navigation
Édition précédente Édition suivante
La Coupe de Belgique 1972-1973 est la dix-huitième édition de la coupe de Belgique de football.
La finale est un « replay » de celle de l'édition précédente entre Anderlech et le Standard.
Au terme d'une partie agréable, les « Mauves » (qui jouent tout en blanc) conservent le trophée. C'est une première pour eux (ils rééditeront cet exploit par deux fois, en 1975 / 1976 puis en 1988 / 1989), mais à ce moment c'est la 3e fois que le fait se produit, après les doublés de Union St-Gilloise (1913 / 1914) et du Standard (1966 / 1967).

## Changements d'appellation
Parmi les clubs prenant par à cette édition de la Coupe de Belgique, certains ont changé d'appellation depuis la fin de la saison précédente :
- Le R. FC Brugeois (matricule 3) adopte une dénomination néerlandophone et devient le Club Brugge KV.
- Le K. Lierse SK (matricule 30 a fusionné avec son voisin du K. VV Lyra pour former le K. Lierse SV (matricule 30) [1]. En championnat, la disparition du Lyra a amené un montant supplémentaire vers la D3 (R. RC Gent), mais celui-ci a commencé les tours préliminaires au 2e tour comme tous les cercles de Promotion 71-72. En Coupe de Belgique, la disparition du Lyra a laissé une place vacante au 4e tour. CE qui a induit la qualification sans jouer d'un club.

## Fonctionnement - Règlement
La Coupe de Belgique 1972-1973 est jouée par matchs à élimination directe. Les équipes de Division 1 et de Division 2 commencent l'épreuve à partir des trente-deuxièmes de finale.
Au total 255 clubs participent à la 18e édition de l'épreuve.
Pour l'édition 72-73, quatre tours préliminaires concernent 223 clubs issus de tous les niveaux inférieurs. Au total, les 255 équipes proviennent des divisions suivantes :
- 128 clubs provinciaux
- 61 clubs de Promotion
- 31 clubs de Division 3
- 16 clubs de Division 2
- 16 clubs de Division 1

### Déroulement schématique

#### Tours préliminaires
- TOUR 1: 64 rencontres, 128 clubs des Séries provinciales
  - TOUR 2: 64 rencontres, 64 qualifiés du Tour 1 + les 64 clubs de Promotion de la saison précédente (qui sont têtes de série et ne se rencontrent pas entre eux)
    - TOUR 3: 32 rencontres, 64 qualifiés du Tour 2 (pré-tirage intégral, plus de tête de série)
      - TOUR 4: 31 rencontres, 32 qualifiés du Tour 3 + 31 clubs de Division 3 de la saison précédente (qui sont têtes de série et ne se rencontrent pas entre eux)

#### Phase finale
- 1/32e de finale : 32 qualifiés du Tour 4, 16 clubs de Division 2 de la saison précédente et 16 clubs de Division 1 de la saison précédente (D1 et D2 sont têtes de série et ne se rencontrent pas entre elles)
  - 1/16e de finale (à partir de ce tour, tirage intégral, plus de têtes de série)
    - 1/8e de finale
      - 1/4 de finale
        - 1/2 finales
          - FINALE

## Calendrier
Le tirage au sort des quatre tours éliminatoires et des trente-deuxièmes de finale a lieu en juin 1972 au siège de l'URSBSFA.
| Nom                                   | Tirage au sort | Date aller                                        | Date retour                                       | Équipes participantes | Équipes restantes |
| ------------------------------------- | -------------- | ------------------------------------------------- | ------------------------------------------------- | --------------------- | ----------------- |
| Quatrième tour préliminaire           | juin 1972      | 20 août 1972                                      | 20 août 1972                                      | 64                    | 32                |
| Trente-deuxièmes de finale *          | juin 1972      | 26 et 27 août 1972                                | 26 et 27 août 1972                                | 64                    | 32                |
| Seizièmes de finale                   | ???            | 18, 31 octobre 1972, 1, 7, 15 et 19 novembre 1972 | 18, 31 octobre 1972, 1, 7, 15 et 19 novembre 1972 | 32                    | 16                |
| Huitièmes de finale                   | ???            | 21, 23, 24 et 30 décembre 1972                    | 21, 23, 24 et 30 décembre 1972                    | 16                    | 8                 |
| Quarts de finale                      | ???            | 24 et 25 février 1973                             | 24 et 25 février 1973                             | 8                     | 4                 |
| Demi-finale                           | ???            | 12 et 13 mai 1973                                 | 12 et 13 mai 1973                                 | 4                     | 2                 |
| Finale                                | -              | 27 mai 1973                                       | 27 mai 1973                                       | 2                     | -                 |
| * entrée des clubs de D1 et D2 belges |                |                                                   |                                                   |                       |                   |

## Trente-deuxièmes de finale
La répartition des 64 clubs est la suivante : 16 clubs de D1, 15 clubs de D2, 16 clubs de D3, 14 clubs de Promotion et 3 clubs de provinciale anversoise.

### Participants

#### par Régions
| Régions         | Total | D1 | D2 | D3 | P  | Prov' |
| --------------- | ----- | -- | -- | -- | -- | ----- |
| Bruxelles       | 5     | 4  | 1  | 0  | 0  | 0     |
| Région flamande | 44    | 10 | 9  | 13 | 9  | 2     |
| Région wallonne | 15    | 2  | 5  | 3  | 5  | 1     |
| TOTAUX          | 64    | 16 | 15 | 16 | 14 | 3     |

#### par Provinces
| # | Provinces                                                                                               | Total    | Div. 1  | Div. 2 | Div. 3 | Prom    | prov' |
| - | --- | -------- | ------- | ------ | ------ | ------- | ----- |
| 1 | Province d'Anvers                                                                                       | 16       | 5       | 3      | 3      | 2       | 3     |
| 2 | Province de Brabant Région de Bruxelles-Capitale Province du Brabant flamand Province du Brabant wallon | 10 5 4 1 | 5 4 1 0 | 1 1 0  | 0 0    | 4 0 3 1 | 0 0   |
| 3 | Province de Flandre-Occidentale                                                                         | 9        | 2       | 1      | 4      | 0       | 0     |
| 4 | Province de Flandre-Orientale                                                                           | 6        | 0       | 3      | 3      | 0       | 0     |
| 5 | Province de Hainaut                                                                                     | 6        | 0       | 3      | 1      | 2       | 0     |
| 6 | Province de Liège                                                                                       | 6        | 2       | 2      | 1      | 1       | 0     |
| 7 | Province de Limbourg                                                                                    | 9        | 2       | 2      | 3      | 2       | 0     |
| 8 | Province de Luxembourg                                                                                  | 2        | 0       | 0      | 0      | 1       | 1     |
| 9 | Province de Namur                                                                                       | 1        | 0       | 0      | 1      | 0       | 0     |
|   | TOTAUX                                                                                                  | 64       | 16      | 15     | 16     | 14      | 3     |

### Résultats
Ce tour est joué, le samedi 26 août 1972 et le dimanche 27 août 1972, en une seule manche disputée sur le terrain de la première équipe citée. En cas d'accord entre les clubs concernés, l'ordre du tirage au sort peut être inversé.
- 64 clubs, 32 rencontres.
  - le club provincial anversois du Sparta FC Zwijndrecht réussit l'exploit d'atteindre les 1/16e de finale en éliminant un cercle de D2.
  - Si Zonhoven est le seul représentant de Promotion à parvenir à se qualifier, il y a cinq cercles de Division 3 qui franchissent le cap.
  - Deux formations de l'élite, l'Union et le "Malinwa" sont sortis d'entrée. Les "Wieze Mannen de Winterslag (D2) ont raison des Saint-Gillois, alors que les "Rats" tournaisiens (D3) créent la sensation derrière les Casernes.

|  | Clubs qualifiés pour le tour suivant |
|  | Tenant du trophée                    |

| Dates      | Niv | N° | Équipe 1                          | Équipe 2                       | Score 90' | Score Prol. | Tirs au but |
| 26/08/1972 | T   | 1  | R. Standard CL (I)                | K. SV Oudenaarde (III)         | 7-1       |             |             |
| 26/08/1972 | T   | 2  | K. AA Gent (II)                   | SK Gullegem (P)                | 1-0       |             |             |
| 26/08/1972 | T   | 3  | K. SV Waregem ( II)               | R. Jeunesse Arlonaise ( p-Lux) | 7-0       |             |             |
| 26/08/1972 | T   | 4  | K. Lierse SV (I)                  | K. SC Hasselt (III)            | 6-0       |             |             |
| 26/08/1972 | T   | 5  | R. Charleroi SC (II)              | K. OLSE Merksem (III)          | 4-0       |             |             |
| 27/08/1972 | T   | 6  | FC Verbroedering Meerhout (P)     | SK Beveren-Waes ( II)          | 0-1       |             |             |
| 27/08/1972 | T   | 7  | R. Daring Molenbeek (II)          | K. VG Oostende (III)           | 2-1       |             |             |
| 27/08/1972 | T   | 8  | R. FC Liégeois (I)                | K. Olympia SC Wijgmaal (P)     | 7-0       |             |             |
| 27/08/1972 | T   | 9  | R. Wavre Sports ( P)              | AS Eupen (II)                  | 2-3       |             |             |
| 27/08/1972 | T   | 10 | FC Overijse (P)                   | K. Beeringen FC ( I)           | 0-7       |             |             |
| 27/08/1972 | T   | 11 | K. White Star Cl Lauwe (III)      | R. Racing White (I)            | 1-4       |             |             |
| 27/08/1972 | T   | 12 | K. RC Mechelen (II)               | Zonhoven V&V (P)               | 0-1       |             |             |
| 27/08/1972 | T   | 13 | R. CS Verviétois ( III)           | US Ferrières (P)               | 4-0       |             |             |
| 27/08/1972 | T   | 14 | R. Tilleur FC (II)                | K. Helzold FC Zolder (III)     | 2-0       |             |             |
| 27/08/1972 | T   | 15 | K. FC Vigor Wuitens Hamme (III)   | R. Crossing Cl. Schaerbeek (I) | 1-2       |             |             |
| 27/08/1972 | T   | 16 | K. SK Tongeren (II)               | K. FC Dessel Sport (P)         | 2-1       |             |             |
| 27/08/1972 | T   | 17 | AS Oostende KM (III)              | R. SC Anderlechtois (I)        | 0-2       |             |             |
| 27/08/1972 | T   | 18 | UR Union St-Gilloise (I)          | K. FC Winterslag ( II)         | 0-0       | 0-0         | ?-?         |
| 27/08/1972 | T   | 19 | K. Willebroekse SV ( P)           | K. Boom FC (II)                | 2-3       |             |             |
| 27/08/1972 | T   | 20 | R. Antwerp FC (I)                 | R. RC Gent ( III)              | 3-0       |             |             |
| 27/08/1972 | T   | 21 | K. Sparta FC Zwijndrecht (p-Anv)  | K. FC Turnhout (II)            | 3-2       |             |             |
| 27/08/1972 | T   | 22 | Bosquetia FC Frameries (P)        | K. FC Diest (I)                | 1-2       |             |             |
| 27/08/1972 | T   | 23 | UR Namur (III)                    | R. Olympic Montignies (II)     | 2-2       | 3-3         | 4-3         |
| 27/08/1972 | T   | 24 | K. Beerschot VAV (I)              | R. Excelsior Mouscron ( P)     | 1-0       |             |             |
| 27/08/1972 | T   | 25 | Club Brugge KV (I)                | Bomal FC (P)                   | 8-0       |             |             |
| 27/08/1972 | T   | 26 | KV Mechelen (I)                   | R. RC Tournaisien (III)        | 0-1       |             |             |
| 27/08/1972 | T   | 27 | K. Berchem Sport ( I)             | K. SK Hoboken ( p-Anv)         | 4-0       |             |             |
| 27/08/1972 | T   | 28 | R. RC Tirlemont (P)               | K. SV Cercle Brugge (I)        | 1-4       |             |             |
| 27/08/1972 | T   | 29 | K. St-Truidense VV (I)            | Hoeselt V&V (P)                | 3-0       |             |             |
| 27/08/1972 | T   | 30 | K. FC Herentals (III)             | K. St-Niklaasse SK (II)        | 2-2       | 2-2         | ?-?         |
| 27/08/1972 | T   | 31 | K. Waterschei SV THOR Genk ( III) | K. SK Roeselare (III)          | 1-0       |             |             |
| 27/08/1972 | T   | 32 | KV Kortrijk ( III)                | R. AA Louviéroise (II)         | 0-0       | 1-0         |             |

## Seizièmes de finale
La répartition des 32 clubs est la suivante : 14 clubs de D1, 11 clubs de D2, 5 clubs de D3, 1 club de Promotion et 1 club de provinciale anversoise.

### Participants

#### par Régions
| Régions         | Total | D1 | D2 | D3 | P | Prov' |
| --------------- | ----- | -- | -- | -- | - | ----- |
| Bruxelles       | 4     | 3  | 1  | 0  | 0 | 0     |
| Région flamande | 20    | 9  | 7  | 2  | 1 | 1     |
| Région wallonne | 8     | 2  | 3  | 3  | 0 | 0     |
| TOTAUX          | 32    | 14 | 11 | 5  | 1 | 1     |

#### par Provinces
La Province de Luxembourg et le Brabant wallon ne sont plus représentés.
| # | Provinces                                                                                               | Total   | Div. 1  | Div. 2 | Div. 3 | Prom | prov' |
| - | --- | ------- | ------- | ------ | ------ | ---- | ----- |
| 1 | Province d'Anvers                                                                                       | 6       | 4       | 1      | 0      | 0    | 1     |
| 2 | Province de Brabant Région de Bruxelles-Capitale Province du Brabant flamand Province du Brabant wallon | 5 4 1 0 | 4 3 1 0 | 1 1 0  | 0 0    | 0 0  | 0 0   |
| 3 | Province de Flandre-Occidentale                                                                         | 4       | 2       | 1      | 1      | 0    | 0     |
| 4 | Province de Flandre-Orientale                                                                           | 3       | 0       | 3      | 0      | 0    | 0     |
| 5 | Province de Hainaut                                                                                     | 2       | 0       | 1      | 1      | 0    | 0     |
| 6 | Province de Liège                                                                                       | 5       | 2       | 2      | 1      | x    | 0     |
| 7 | Province de Limbourg                                                                                    | 6       | 2       | 2      | 1      | 1    | 0     |
| 8 | Province de Luxembourg                                                                                  | 0       | 0       | 0      | 0      | 0    | 0     |
| 9 | Province de Namur                                                                                       | 1       | 0       | 0      | 1      | 0    | 0     |
|   | TOTAUX                                                                                                  | 32      | 14      | 11     | 5      | 1    | 1     |

### Résultats
Ce tour est disputé à plusieurs date entre le 18 octobre 1972 et le 19 novembre 1972. La qualificaion se joue en une seule manche disputée sur le terrain de la première équipe citée. En cas d'accord entre les clubs concernés, l'ordre du tirage au sort (intégral, pas d'équipe protégée) peut être inversé.
- 32 clubs, 16 rencontres.
  - Les deux derniers rescapés de Promotion et de Provinciale sont éliminés.
  - Deux formations de Division 3 atteint les Huitièmes de finale.
  - Quatre cercles de l'élite sont sortis mais à chaque fois lors de confrontations "entre équipes de D1".

|  | Clubs qualifiés pour le tour suivant |
|  | Tenant du trophée                    |

| Dates      | Niv | N° | Équipe 1                       | Équipe 2                          | Score 90' | Score Prol. | Tirs au but |
| 18/10/1972 | S   | 1  | R. Standard CL (I)             | K. FC Diest (I)                   | 2-0       |             |             |
| 31/10/1972 | S   | 2  | K. St-Truidense VV (I)         | K. AA Gent (II)                   | 3-1       |             |             |
| 01/11/1972 | S   | 3  | K. Lierse SV (I)               | SK Beveren-Waes ( II)             | 3-3       | 4-3         |             |
| 01/11/1972 | S   | 4  | K. St-Niklaasse SK (II)        | R. CS Verviétois ( III)           | 1-0       |             |             |
| 01/11/1972 | S   | 5  | R. SC Anderlechtois (I)        | K. Sparta FC Zwijndrecht (p-Anv)  | 6-1       |             |             |
| 01/11/1972 | S   | 6  | K. SK Tongeren (II)            | K. FC Winterslag ( II)            | 1-1       | 1-1         | ?-?         |
| 01/11/1972 | S   | 7  | R. FC Liégeois (I)             | K. Berchem Sport ( I)             | 2-0       |             |             |
| 01/11/1972 | S   | 8  | KV Kortrijk ( III)             | K. Waterschei SV THOR Genk ( III) | 1-0       |             |             |
| 01/11/1972 | S   | 9  | K. SV Waregem ( II)            | K. Boom FC (II)                   | 2-0       |             |             |
| 01/11/1972 | S   | 10 | R. Racing White (I)            | AS Eupen (II)                     | 4-1       |             |             |
| 01/11/1972 | S   | 11 | K. Beeringen FC ( I)           | Club Brugge KV (I)                | 1-0       |             |             |
| 01/11/1972 | S   | 12 | R. Charleroi SC (II)           | Zonhoven V&V (P)                  | 2-0       |             |             |
| 07/11/1972 | S   | 13 | K. SV Cercle Brugge (I)        | R. RC Tournaisien (III)           | 2-0       |             |             |
| 15/11/1972 | S   | 14 | K. Beerschot VAV (I)           | R. Antwerp FC (I)                 | 1-0       |             |             |
| 17/11/1972 | S   | 15 | R. Crossing Cl. Schaerbeek (I) | R. Daring Molenbeek (II)          | 3-2       |             |             |
| 19/11/1972 | S   | 16 | UR Namur (III)                 | R. Tilleur FC (II)                | 2-2       | 2-2         | ?-?         |

## Huitièmes de finale
La répartition des 16 clubs est la suivante : 10 clubs de D1, 4 clubs de D2, 2 clubs de D3.

### Participants

#### par Régions
| Régions         | Total | D1 | D2 | D3 |
| --------------- | ----- | -- | -- | -- |
| Bruxelles       | 3     | 3  | 0  | 0  |
| Région flamande | 9     | 5  | 3  | 1  |
| Région wallonne | 4     | 2  | 1  | 1  |
| TOTAUX          | 16    | 10 | 4  | 2  |

#### par Provinces
La Province de Luxembourg, le Brabant flamand et le Brabant wallon ne sont plus représentés.
| # | Provinces                                                                                               | Total | Div. 1 | Div. 2 | Div. 3 |
| - | --- | ----- | ------ | ------ | ------ |
| 1 | Province d'Anvers                                                                                       | 2     | 0      | 0      | 0      |
| 2 | Province de Brabant Région de Bruxelles-Capitale Province du Brabant flamand Province du Brabant wallon | 3 0   | 3 3 0  | 0 0    | 0 0    |
| 3 | Province de Flandre-Occidentale                                                                         | 3     | 1      | 1      | 1      |
| 4 | Province de Flandre-Orientale                                                                           | 1     | 0      | 1      | 0      |
| 5 | Province de Hainaut                                                                                     | 1     | 0      | 1      | 0      |
| 6 | Province de Liège                                                                                       | 2     | 2      | 0      | 0      |
| 7 | Province de Limbourg                                                                                    | 3     | 2      | 1      | 0      |
| 8 | Province de Namur                                                                                       | 1     | 0      | 0      | 1      |
|   | TOTAUX                                                                                                  | 16    | 10     | 4      | 2      |

### Résultats
Ce tour est disputé à plusieurs date entre le 21 et le 30 décembre 1972. La qualification se joue en une seule manche disputée sur le terrain de la première équipe citée. En cas d'accord entre les clubs concernés, l'ordre du tirage au sort (intégral, pas d'équipe protégée) peut être inversé.
- 16 clubs, 8 rencontres.
  - Seules des formations de Division 1 atteignent les Quarts de finale.
  - Les deux dernières équipes de D3 sont éliminées avec les Honneurs.

|  | Clubs qualifiés pour le tour suivant |
|  | Tenant du trophée                    |

| Dates      | Niv | N° | Équipe 1                       | Équipe 2                | Score 90' | Score Prol. | Tirs au but |
| 21/12/1972 | H   | 1  | R. Crossing Cl. Schaerbeek (I) | R. Racing White (I)     | 1-2       |             |             |
| 23/12/1972 | H   | 2  | K. Beerschot VAV (I)           | K. St-Niklaasse SK (II) | 4-1       |             |             |
| 24/12/1972 | H   | 3  | UR Namur (III)                 | R. Standard CL (I)      | 0-2       |             |             |
| 24/12/1972 | H   | 4  | R. FC Liégeois (I)             | R. Charleroi SC (II)    | 6-0       |             |             |
| 24/12/1972 | H   | 5  | K. FC Winterslag ( II)         | K. SV Cercle Brugge(I)  | 0-2       |             |             |
| 24/12/1972 | H   | 6  | KV Kortrijk ( III)             | K. Beeringen FC ( I)    | 1-2       |             |             |
| 24/12/1972 | H   | 7  | K. Lierse SV (I)               | K. SV Waregem (II)      | 5-2       |             |             |
| 30/12/1972 | H   | 8  | R. SC Anderlechtois (I)        | K. St-Truidense VV (I)  | 3-0       |             |             |

## Quarts de finale
Il n'y a plus que des équipes de Division 1 en course.

### Participants

#### par Régions
| Régions         | Total | D1 |
| --------------- | ----- | -- |
| Bruxelles       | 2     | 2  |
| Région flamande | 4     | 4  |
| Région wallonne | 2     | 2  |
| TOTAUX          | 8     | 8  |

#### par Provinces
Quatre provinces et la région de Bruxelles-Capitale sont encore représentées.
| # | Provinces                                        | Total | Div. 1 |
| - | ------------------------------------------------ | ----- | ------ |
| 1 | Province d'Anvers                                | 2     | 2      |
| 2 | Province de Brabant Région de Bruxelles-Capitale | 2     | 2 2    |
| 3 | Province de Flandre-Occidentale                  | 1     | 1      |
| 4 | Province de Liège                                | 2     | 2      |
| 5 | Province de Limbourg                             | 1     | 1      |
|   | TOTAUX                                           | 8     | 8      |

### Résultats
Les quarts de finale se jouent les 24 et 25 mars 1973. La qualification se joue en une seule manche disputée sur le terrain de la première équipe citée. En cas d'accord entre les clubs concernés, l'ordre du tirage au sort (intégral, pas d'équipe protégée) peut être inversé.
- 8 clubs, 4 rencontres.
  - En rapport avec les positions au classement du championnat, la plus grosse affiche est celle qui oppose le Racing White au Beerschot. Les Bruxellois se qualifient.
  - Malgré la différence nette au classement, le derby liégeois est passionnant et très serré.

|  | Clubs qualifiés pour le tour suivant |
|  | Tenant du trophée                    |

| Dates      | Niv | N° | Équipe 1                | Équipe 2                | Score 90' | Score Prol. | Tirs au but |
| 24/02/1973 | Q   | 1  | R. Racing White (I)     | K. Beerschot VAV (I)    | 2-0       |             |             |
| 25/02/1973 | Q   | 2  | R. Standard CL (I)      | R. FC Liégeois (I)      | 1-0       |             |             |
| 25/02/1973 | Q   | 3  | K. Lierse SV (I)        | K. SV Cercle Brugge (I) | 2-1       |             |             |
| 25/02/1973 | Q   | 4  | R. SC Anderlechtois (I) | K. Beeringen FC ( I)    | 2-1       |             |             |

## Demi-finales

### Participants

#### par Régions
| Régions         | Total | D1 |
| --------------- | ----- | -- |
| Bruxelles       | 2     | 2  |
| Région flamande | 1     | 1  |
| Région wallonne | 1     | 1  |
| TOTAUX          | 4     | 4  |

#### par Provinces
Deux provinces et la région de Bruxelles-Capitale sont encore représentées.
| # | Provinces                                        | Total | Div. 1 |
| - | ------------------------------------------------ | ----- | ------ |
| 1 | Province d'Anvers                                | 1     | 1      |
| 2 | Province de Brabant Région de Bruxelles-Capitale | 2     | 2 2    |
| 3 | Province de Liège                                | 1     | 1      |
|   | TOTAUX                                           | 4     | 4      |

### Résultats
Les demi-finales sont disputées le samedi 12 mai 1973 et le dimanche 13 mai 1973.
- 4 clubs, 2 rencontres.
  - Les deux rencontres sont très indécises. L'une d'elles ne trouve son dénouement que lors d'une prolongation.

|  | Clubs qualifiés pour la finale |
|  | Tenant du trophée              |

| Dates      | Niv | N° | Équipe 1            | Équipe 2                | Score 90' | Score Prol. | Tirs au but |
| 12/05/1973 | D   | 1  | K. Lierse SV (I)    | R. SC Anderlechtois (I) | 0-0       | 0-1         |             |
| 13/05/1973 | D   | 2  | R. Racing White (I) | R. Standard CL (I)      | 0-1       |             |             |

## Finale
La finale propose la même affiche que la saison précédente. Les données ont évolué car, comparativement à douze mois plus tôt, les Anderlechtois ne sont plus les "favoris". Les Bruxellois ont connu un championnat assez délicat. N'étant classés que 6e, ils  ne sont pas qualifiés pour une compétition européenne. De son côté, le Standard termine vice champion, 7 points derrière le Club Brugeois et une unité devant le Racing White. Les Liégeois ont chipé la deuxième place aux pensionnaires du stade Fallon lors de l'avant dernière-journée.
Petit bémol dans le statut de favori accordé au Standard, celui-ci doit jouer sans deux pions majeurs de sa ligne médiane Léon Semmeling et Wilfried Van Moer, blessés alors que l'attaquant Roger Henrotay qui revient de blessure, n'est pas titularisé.
Anderlecht qui aligne le tout jeune (18 ans) Camille Delvigne, originaire d'Eghezée, perd rapidement Heylens sur blessure. Mais les Bruxelles trouvent vite l'ouverture quand le Hongrois Ladinsky reprend victorieusement de la tête un centre précis de Rensenbrink. Au repos, le score reste de 1-0, principalement grâce au gardien du Standard Christian Piot qui choisit le bon côté et détourne un penalty de l'ailier néerlandais, consécutif à une faute de Dewalque sur le Suédois Ejderstedt.
Les "Rouches" sont cueillis à froid à la reprise. Après dix minutes de jeu, Ladinsky se joue de la défense centrale liégeoise et lobe Piot pour faire 2-0.
Les Standardmen poussent et réduisent l'écart par l'Allemand John qui convertit un coup de réparation, contesté par les "Mauves" qui estiment que leur équipier Verheyen n'a pas commis de faute de main.
Plus appliqués au début de chaque période, et sans doute ayant "plus faim", les Anderlechtois dominent l'entrejeu et conservent méritoirement le trophée. Ils "sauvent" ainsi leur saison et décrochent un ticket européen pour la Coupe de Coupes, ...qu'ils vont remporter !
| R. SC Anderlechtois ·   |                       |    |
| Titulaires :            |                       |    |
|                         |                       |    |
| 1                       | Jan Ruiter            |    |
| 2                       | Georges Heylens       | 3e |
| 3                       | Camille Delvigne      |    |
| 4                       | Gilbert Van Binst     |    |
| 5                       | Hugo Broos            |    |
| 6                       | Jean Dockx            |    |
| 7                       | Jan Verheyen          |    |
| 8                       | Inge Ejderstedt       |    |
| 9                       | Attila Ladinsky       |    |
| 10                      | Paul Van Himst        |    |
| 11                      | Rob Rensenbrink       |    |
|                         |                       |    |
| Remplaçants :           |                       |    |
| ?                       | François Van der Elst | 3e |
|                         |                       |    |
| Entraîneur :            |                       |    |
| Hippolyte Van den Bosch |                       |    |

| · R. Standard CL · |                    |     |
| Titulaires :       |                    |     |
|                    |                    |     |
| 1                  | Christian Piot     |     |
| 2                  | Eric Gerets        |     |
| 3                  | Jean Thissen       |     |
| 4                  | Léon Dolmans       |     |
| 5                  | Jacky Beurlet      |     |
| 6                  | Nico Dewalque      |     |
| 7                  | Džemaludin Mušović |     |
| 8                  | Tommy Svensson     |     |
| 9                  | Wolfgang John      |     |
| 10                 | Gilbert Govaert    | 60e |
| 11                 | Silvester Takač    |     |
|                    |                    |     |
| Remplaçants :      |                    |     |
| 13                 | Roger Henrotay     | 60e |
| ?                  | Léon Jeck          | 85e |
|                    |                    |     |
| Entraîneur :       |                    |     |
| Vlatko Marković    |                    |     |

| R. SC Anderlechtois ·   |                       |    |
| Titulaires :            |                       |    |
|                         |                       |    |
| 1                       | Jan Ruiter            |    |
| 2                       | Georges Heylens       | 3e |
| 3                       | Camille Delvigne      |    |
| 4                       | Gilbert Van Binst     |    |
| 5                       | Hugo Broos            |    |
| 6                       | Jean Dockx            |    |
| 7                       | Jan Verheyen          |    |
| 8                       | Inge Ejderstedt       |    |
| 9                       | Attila Ladinsky       |    |
| 10                      | Paul Van Himst        |    |
| 11                      | Rob Rensenbrink       |    |
|                         |                       |    |
| Remplaçants :           |                       |    |
| ?                       | François Van der Elst | 3e |
|                         |                       |    |
| Entraîneur :            |                       |    |
| Hippolyte Van den Bosch |                       |    |

| · R. Standard CL · |                    |     |
| Titulaires :       |                    |     |
|                    |                    |     |
| 1                  | Christian Piot     |     |
| 2                  | Eric Gerets        |     |
| 3                  | Jean Thissen       |     |
| 4                  | Léon Dolmans       |     |
| 5                  | Jacky Beurlet      |     |
| 6                  | Nico Dewalque      |     |
| 7                  | Džemaludin Mušović |     |
| 8                  | Tommy Svensson     |     |
| 9                  | Wolfgang John      |     |
| 10                 | Gilbert Govaert    | 60e |
| 11                 | Silvester Takač    |     |
|                    |                    |     |
| Remplaçants :      |                    |     |
| 13                 | Roger Henrotay     | 60e |
| ?                  | Léon Jeck          | 85e |
|                    |                    |     |
| Entraîneur :       |                    |     |
| Vlatko Marković    |                    |     |

## Clubs par division
| Division   | Quatrième tour préliminaire | +   | Trente-deuxièmes de finale | Seizièmes de finale | Huitièmes de finale | Quarts de finale | Demi-finales | Finale |
| ---------- | --------------------------- | --- | -------------------------- | ------------------- | ------------------- | ---------------- | ------------ | ------ |
| D1         |                             | +16 | 16                         | 14                  | 10                  | 8                | 4            | 2      |
| D2         | +1                          | +14 | 15                         | 11                  | 4                   | 0                | -            | -      |
| D3         | 31                          | +2  | 16                         | 5                   | 2                   | 0                | -            | -      |
| Promotion  | 26                          | -   | 14                         | 1                   | 0                   | -                | -            | -      |
| Provincial | 6                           | -   | 3                          | 1                   | 0                   | -                | -            | -      |
| Total      | 64                          | +32 | 64                         | 32                  | 16                  | 8                | 4            | 2      |